# Trieces tegularis
Trieces tegularis là một loài tò vò trong họ Ichneumonidae.